# Чжу (струнный инструмент)
Чжу (筑 zhu) — древний китайский музыкальный инструмент, как правило, 5-струнный, с сильно вытянутой декой. Судя по изображениям дин. Хань, по манере игры напоминал цимбалы, также полагают, что этот инструмент имеет много общего с цитрой.
Хотя он уже не используется, три образца до сих пор существуют. Один из них с пятью струнами, датируемый примерно 433 годом до н.э., был обнаружен в Гробнице маркиза И, в провинции Хубэй.
Широко распространился в период Сражающихся царств. Наиболее известный сюжет с использованием чжу - вторая попытка покушения на Цинь Шихуана, которую безуспешно осуществляет Гао Цзяньли 高漸離, житель государства Янь и товарищ Цзин Кэ.
Инструмент всё ещё был популярен при династиях Суй и Тан, но постепенно исчез во времена Империи Сун.